# Brandförsvaret i Italien

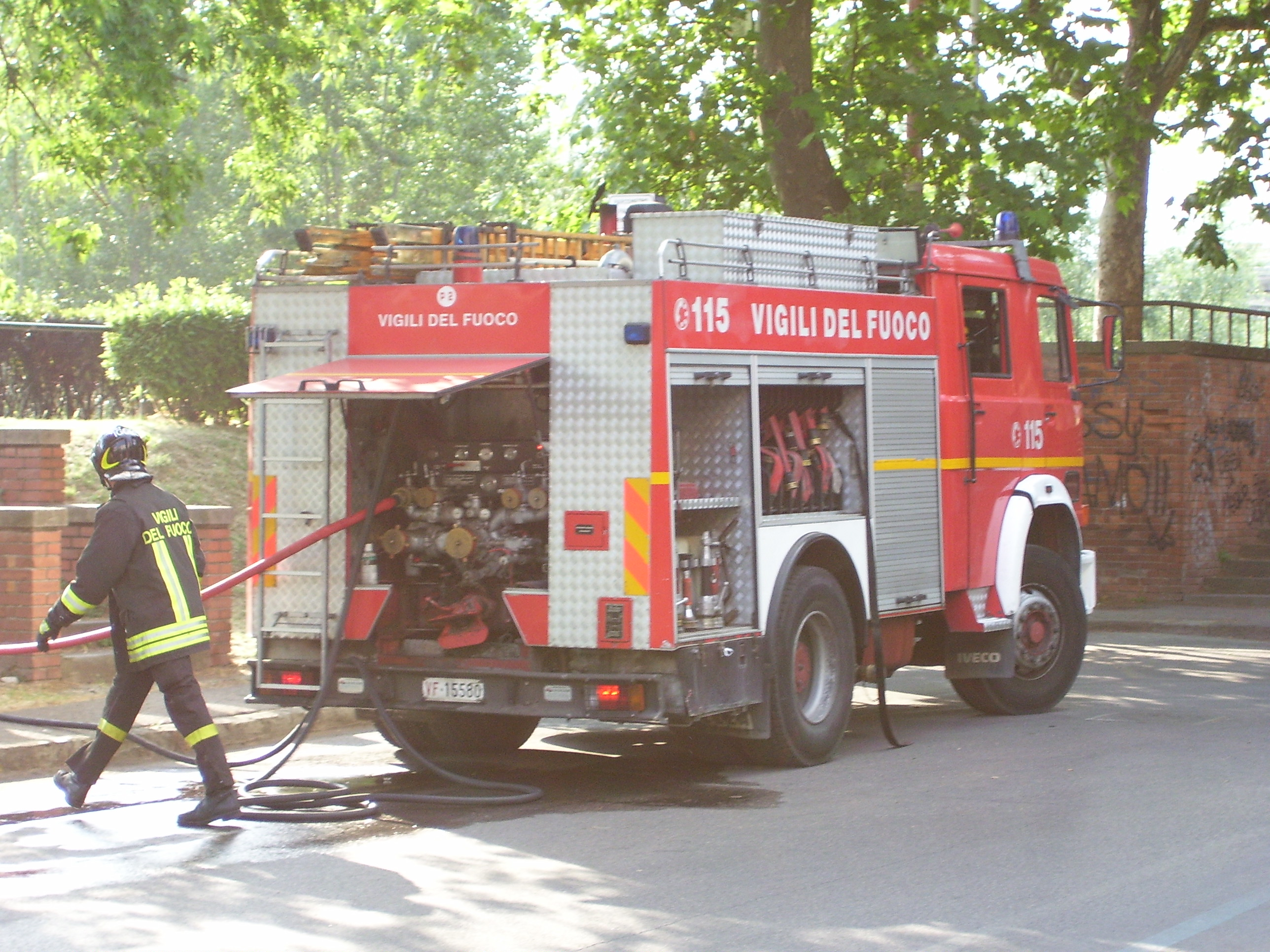
Italiensk släckbil Iveco Baribbi 190-26 vid insats

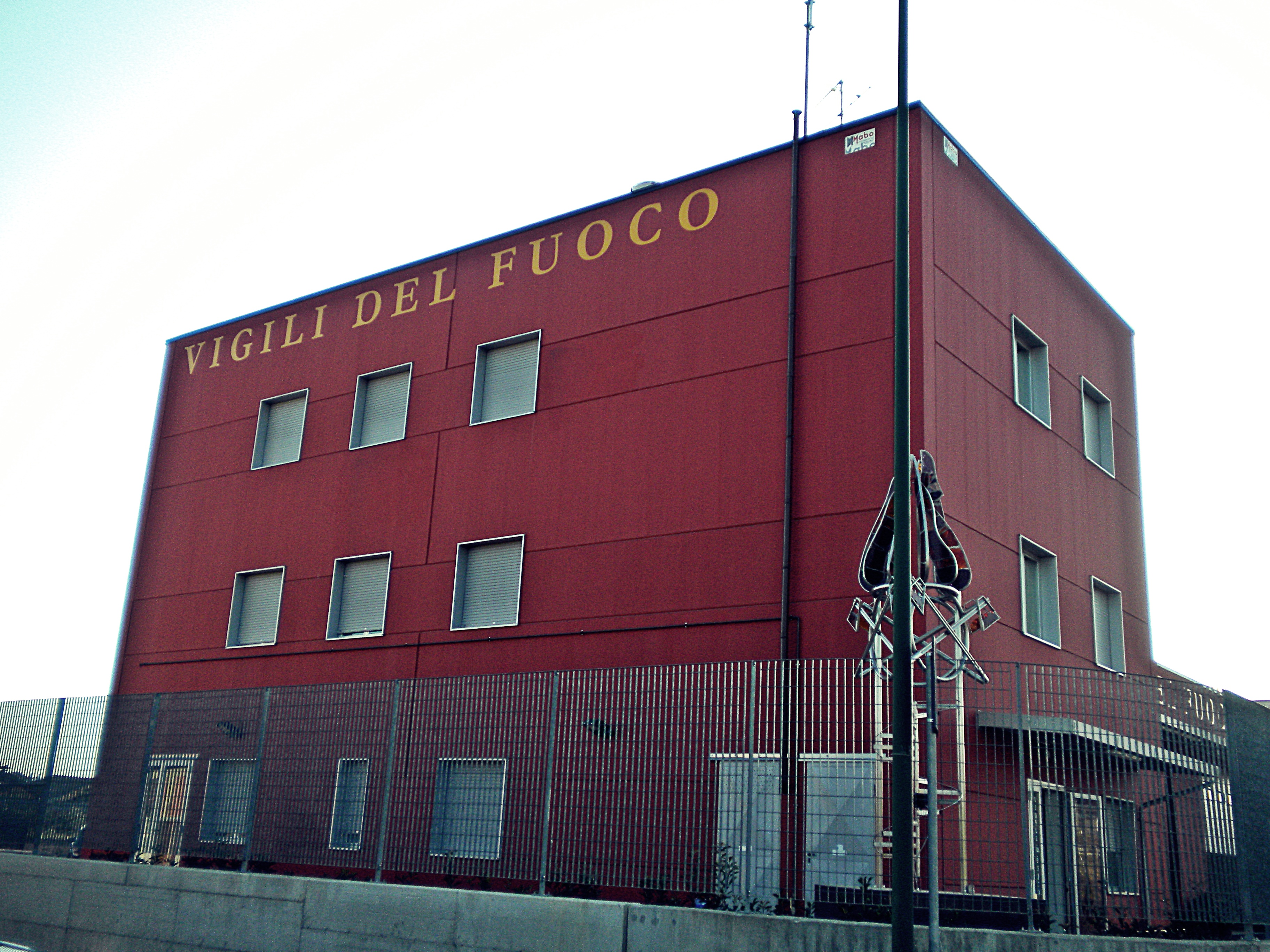
Den lokala brandstationen i Montemurlo i provinsen Prato.

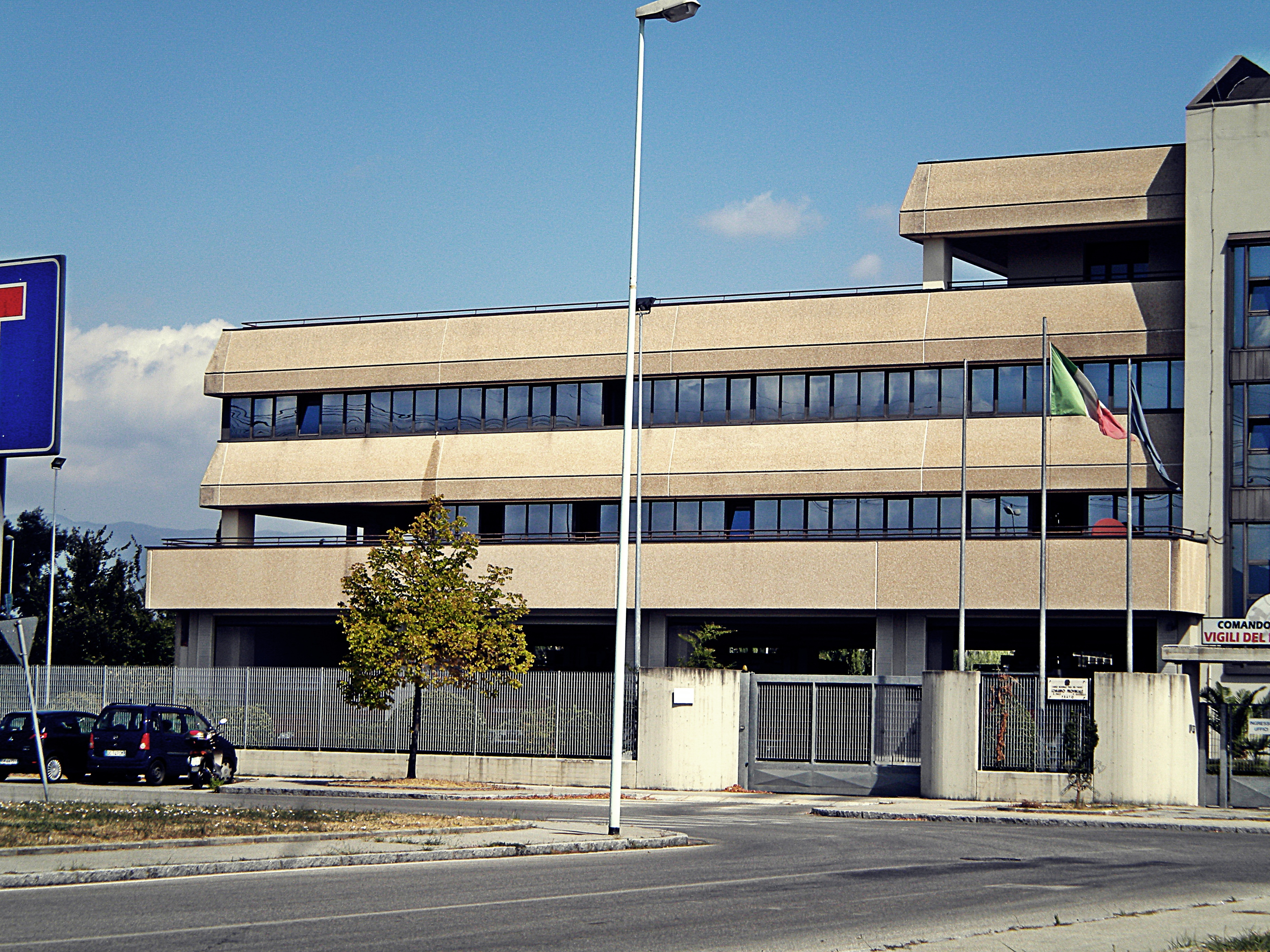
Länsbrandstationen i Prato.

Brandförsvaret i Italien är statligt och utövas genom den statliga brandkåren - Corpo Nazionale dei Vigili del Fuoco. De autonoma provinserna Sydtyrolen och Trento ansvarar dock för sitt eget brandförsvar, precis som den autonoma regionen Valle d'Aosta. I många glesbygdsområden är det den statliga skogspolisen (Corpo Forestale dello Stato), som jämte ansvaret för skogsbrandbekämpning även i praktiken ansvarar för det allmänna brandförsvaret. I en del kommuner har också de tekniska förvaltningarna viss brandbekämpningsförmåga.

## Överordnad statlig myndighet
Överordnad statlig brandförsvarsmyndighet är inrikesministeriets departement för brandförsvar, räddningstjänst och civilförsvar (Dipartimento dei Vigili del Fuoco, del Soccorso Pubblico e della Difesa Civile). Chefen för den statliga brandkåren och hans stab ingår som en avdelning i detta departement.

## Det statliga brandförsvaret
De kommunala brandkårerna som tidigare ansvarat för det italienska brandväsendet ombildades efter beslut 1935 till länsbrandkårer, en i varje italienskt provins. En central brandförsvarsinspektion inrättades också. Den statliga brandkåren bildades 1941 genom att länsbrandkårerna förstatligades. Från början hade den en paramilitär struktur, men är sedan 1997 demilitariserad.

### Organisation

#### Centralt
Chefen för den statliga brandkårens stab består av följande byråer.
- Chefsbyrå
- Medicinsk byrå
- Arbetsmiljöbyrå
- CBRN-skyddsbyrå
- Idrottsbyrå
- Inrikesministeriets centrala säkerhetsbyrå
- Informationsbyrå
- Parlamentsbyrå
- Organisations- och frivilligbyrå

#### Territoriellt
Den statliga brandkåren indelas territoriellt i tre nivåer.
- 16 regionala eller interregionala direktioner. De ligger på samma organisatoriska nivå som en eller flera av Italiens regioner.

- 103 provinskommandon. De ligger på samma organisatoriska nivå som Italiens provinser (län).

- Lokala detachement (brandstationer)
  - 300 stads- och provinsdetachement
  - 200 frivilliga detachement

#### Specialenheter, mobila enheter och specialister
- 12 helikopterenheter med 33 helikoptrar.
- 32 räddningsdykarenheter med 364 räddningsdykare.
- 24 hamnenheter med räddnings- och släckningsfartyg.
- 35 flygplatsenheter med 3 500 personer och 250 fordon.
- 1 NBC-skyddsenhet och specialutbildad personal för NBC-skydd.
- 16 regionala undsättningsenheter (Colonna mobile) med tunga räddningsfordon och förmåga till längre insatser genom stabs- och logistikkomponenter.
- Specialutbildad personal för räddning i grottor, berg och floder.
- Specialutbildad personal för telekommunikationer och sambandstjänst.

### Personal

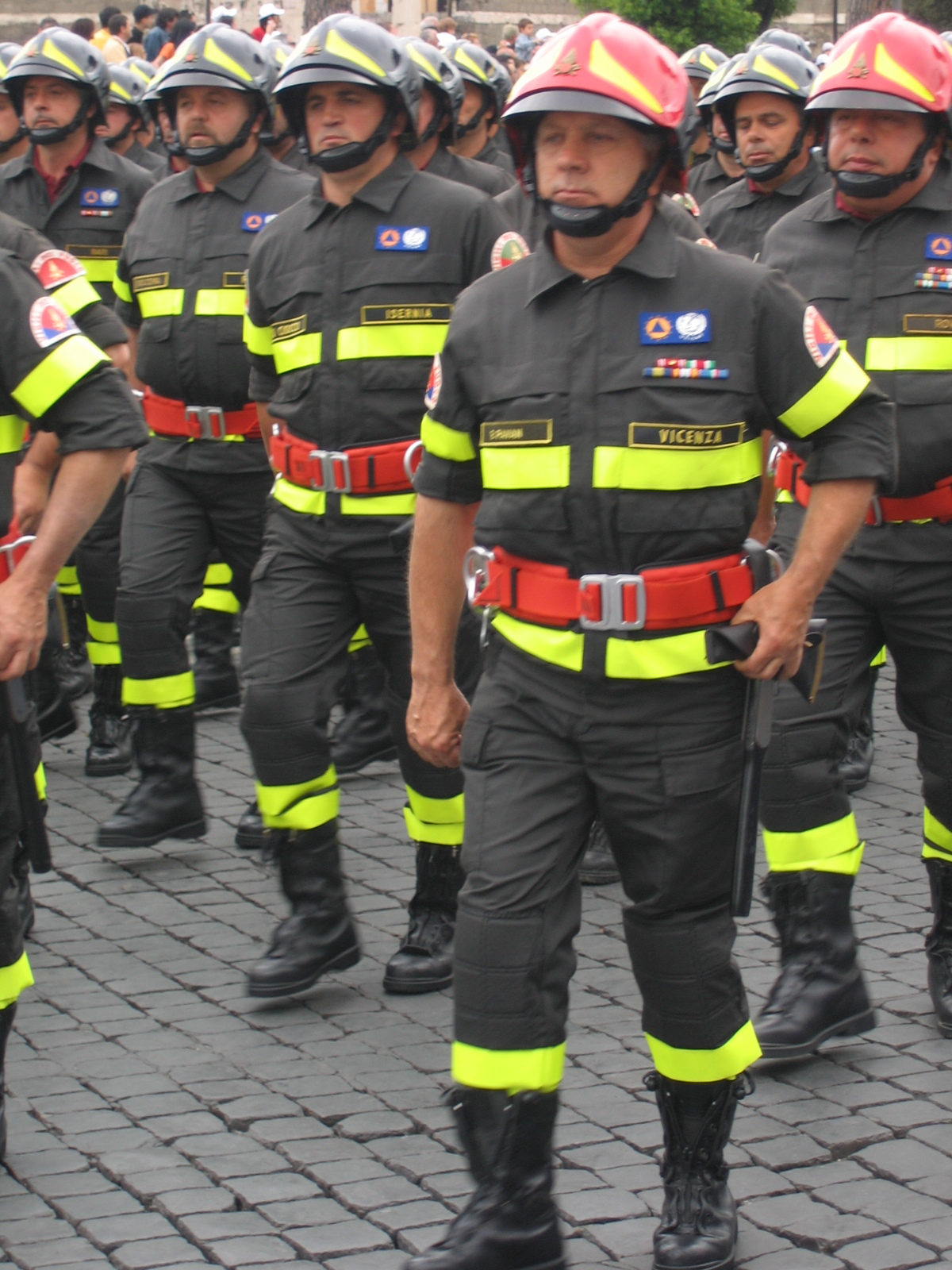
Brandmän deltar i nationaldagsparaden i Rom 2006.

Den statliga brandkårens personal består av 600 brandchefer och brandingenjörer, 500 brandinspektörer och 26 000 brandmästare och brandmän samt 2 500 tekniskt-administrativa tjänstemän. Det finns också 5 000 frivilliga brandmän. Innan Italien 2005 avskaffade värnplikten tjänstgjorde årligen ca 4 000 värnpliktiga i den statliga brandkåren. Efter värnpliktens avskaffande har en ettårig frivillig civiltjänstgöring öppen för unga män och kvinnor skapats vid det statliga brandförsvaret. Personalreformen 2005 anknyter i högre grad än tidigare den statliga brandkårens personalstruktur till den som finns vid den italienska försvarsmakten och polisen. I tabellerna nedan görs därför en jämförelse med karabinjärernas tjänstegrader.

#### Brandmän
För att bli antagen som yrkesbrandmannaaspirant (allievi vigili del fuoco) krävs genomgången grundskola. Högsta ålder är 30 år, utom för tidigare frivilliga brandmän där gränsen är 37 år. Aspiranterna genomgår 12 månaders utbildning, varav 3 månader är verksamhetsförlagd utbildning.
| NATO-kod | Corpo Nazionale dei Vigili del Fuoco | Carabinieri        | Anmärkning                            |
| -------- | ------------------------------------ | ------------------ | ------------------------------------- |
| OR-4     | Vigile del fuoco                     | Carabinieri        | brandman < 5 års anställning          |
| OR-4     | Vigile del fuoco qualificato         | Carabinieri scelto | brandman 5-9 års anställning          |
| OR-4     | Vigile del fuoco esperto             | Appuntato          | brandman > 9 års anställning          |
| OR-4     | Vigile del fuoco coordinatore        | Appuntato scelto   | brandförman (minst 8 års anställning) |

#### Brandmästare
Brandmästare rekryteras till 60 % från brandförmännen och till 40 % från brandmän med 6 års tjänst. Krav för anställning är minst 3 månaders vidareutbildning.
| NATO-kod | Corpo Nazionale dei Vigili del Fuoco | Carabinieri     | Anmärkning                                        |
| -------- | ------------------------------------ | --------------- | ------------------------------------------------- |
| OR-5     | Capo squadra                         | Vice brigadiere | styrkeledare < 5 års anställning som styrkeledare |
| OR-6     | Capo squadra esperto                 | Brigadiere      | styrkeledare minst 5 års anställning som sådan    |
| OR-7     | Capo reparto                         | Brigadiere capo | insatsledare < 5 års anställning som insatsledare |
| OR-7     | Capo reparto esperto                 | -               | insatsledare minst 5 års anställning som sådan    |

#### Brandinspektörer
Det grundläggande utbildningskravet för brandinspektörer är teknisk studentexamen med högskolebehörighet. Brandinspektörsaspiranter (allievi vice ispettori antincendi) rekryteras till 50 % från brandpersonal med minst sju års anställning, 42 % direkt från det civila livet och 8 % bland brandmästarna specifikt. Brandinspektörsaspiranter med sju års anställning genomgår sex månaders utbildning, övriga 12 månader.
| NATO-kod | Corpo Nazionale dei Vigili del Fuoco        | Carabinieri                    | Anmärkning                                        |
| -------- | ------------------------------------------- | ------------------------------ | ------------------------------------------------- |
| OR-8     | Vice ispettore antincendi                   | Maresciallo                    | brandinspektör < 2 års anställning                |
| OR-8     | Ispettore antincendi                        | Maresciallo ordinario          | brandinspektör 2 års anställning                  |
| OR-9     | Ispettore antincendi esperto                | Maresciallo capo               | brandinspektör 7 års anställning                  |
| OR-9     | Sostituto direttore antincendi              | Primo Maresciallo              | förste brandinspektör                             |
| OR-9     | Sostituto direttore antincendi capo         | Primo Maresciallo              | förste brandinspektör 8 års anställning som sådan |
| OR-9     | Sostituto direttore antincendi capo esperto | Primo Maresciallo Luogotenente | brandöverinspektör                                |

#### Brandingenjörer och brandchefer
För att bli antagen som brandingenjörsaspirant krävs civilingenjörs- eller arkitektexamen. 20 % av tjänsterna är reserverade för brandpersonal som avlagt dessa examina. För brandinspektörer krävs då minst tre års anställning; för övrig brandpersonal minst sju års anställning. Aspiranterna genomgår 24 månaders utbildning vid brandhögskolan (Istituto Superiore Antincendi) i Rom.
| NATO-kod | Corpo Nazionale dei Vigili del Fuoco | Carabinieri                | Anmärkning                                |
| -------- | ------------------------------------ | -------------------------- | ----------------------------------------- |
| OF-1     | Vice direttore                       | Tenente                    | brandingenjörsaspirant                    |
| OF-3     | Direttore                            | Maggiore                   | brandingenjör                             |
| OF-4     | Direttore-vicedirigente              | Tenente colonnello         | brandingenjör 5 års anställning som sådan |
| OF-5     | Primo dirigente di livello F         | Colonello                  | länsbrandchef biträdande länsbrandchef    |
| OF-5     | Primo dirigente di livello E         | Colonello                  | länsbrandchef                             |
| OF-6     | Dirigente superiore di livello D     | Generale di Brigata        | länsbrandchef                             |
| OF-6     | Dirigente superiore di livello C     | Generale di Brigata        | länsbrandchef                             |
| OF-7     | Dirigente generale                   | Generale di Divisione      | regional brandchef                        |
| OF-8     | Dirigente generale Capo di Corpo     | Generale di Corpo d'Armata | riksbrandchef                             |

## Brandförsvaret i Sydtyrolen
Det självstyrande landskapet Sydtyrolen har ett eget brandförsvar. De första brandkårerna bildades 1864 i Bruneck, 1868 in Meran och 1872 in Brixen. De och de senare bildade brandkårerna var organiserade som frivilliga brandkårer. Sedan Sydtyrolen hade avträtts till Italien förbjöds 1925 de frivilliga brandkårerna och dess utrustning kommunaliserades. Sju yrkesbrandkårer skulle nu svara för brandförsvaret i provinsen. Då det på grund av vägnätets dåvarande beskaffenhet var ogörligt, tolererade de ansvariga italienska myndigheterna att de frivilliga brandkårerna inofficiellt fortsatte sin verksamhet. Med införande av provinsiell autonomi efter andra världskriget lades alla yrkesbrandkårer utom den i Bozen ned.

### Organisation
Idag är brandförsvaret i provinsen åter organiserad efter österrikiskt mönster, med huvuddelen av verksamheten utförd av frivilliga brandkårer. Idag finns det sammanlagt 306 frivilliga brandkårer vilka är organiserade i ett gemensamt förbund Landesverband der Freiwilligen Feuerwehren. Varje kommun har åtminstone en frivillig brandkår. Förbundet driver en brandskola utanför Meran. Dessutom finns det en yrkesbrandkår i Bozen, som dock inte är kommunal, utan har det självstyrande landskapet som sin huvudman. Det finns också tre industribrandkårer.

### Personal
Personalen vid yrkesbrandkåren i Bozen är tjänstemän vid det självstyrande landskapet. Brandmännen och brandmästarna är lägre mellantjänstemän, biträdande brandinspektörerna och brandinspektörerna högre mellantjänstemän, brandingenjörerna och brandchefen högre tjänstemän. För att bli brandman krävs grundskoleexamen, lärlingsprov eller minst tre års yrkesspecifik praktik och körkort. Brandmannaaspiranterna genomgår sju månaders grundutbildning, dels vid brandkåren i Bozen, dels vid den statliga brandskolan i Rom, dels genom verksamhetsförlagd utbildning vid en större brandstation i en storstad i eller utanför Italien. Brandmästare rekryteras bland brandmän med minst nio års tjänst. De genomgår två månaders vidareutbildning i insatsteknik, ledarskap och brandlagstiftning. För att bli biträdande brandinspektör krävs teknisk studentexamen och en ettårig utbildning i eller utanför Italien med tyngdpunkt på brandlagstiftning, insatsteknik, logistik och ledarskap. För att bli brandinspektör krävs en minst tvåårig teknisk högskoleutbildning och minst två års yrkeserfarenhet från en yrkesbrandkår samt sex månaders vidareutbildning vid en sådan. För att bli brandingenjör krävs en minst fyrarårig ingenjörsutbildning samt sex månaders vidareutbildning vid en yrkesbrandkår i eller utanför Italien.
| Yrkesbrandkåren i Bozen | Anmärkning |
| ----------------------- | --- |
| Feuerwehrmann           | brandman |
| Oberfeuerwehrmann       | brandman, med minst 5 års anställning och en månads påbyggnadsutbildning                                         |
| Hauptfeuerwehrmann      | brandförman, minst 7 års anställning i närmast lägre grad och en månads påbyggnadsutbildning                     |
| Brandmeister            | brandmästare |
| Oberbrandmeister        | brandmästare, med minst 5 års anställning och en månads påbyggnadsutbildning                                     |
| Hauptbrandmeister       | överbrandmästare, urval efter minst 4 års anställning i närmast lägre grad och sex månaders påbyggnadsutbildning |
| Brandassistent          | biträdande brandinspektör                                                                                        |
| Oberbrandassistent      | biträdande brandinspektör, med minst 4 års anställning och en månads påbyggnadsutbildning                        |
| Brandinspektor          | brandinspektör                                                                                                   |
| Brandexperte            | brandingenjör |
| Oberbrandexperte        | brandingenjör, med minst 4 års anställning och en månads påbyggnadsutbildning                                    |
| Branddirektor           | brandöveringenjör, med minst 4 års anställning i närmast lägre grad och en månads påbyggnadsutbildning           |

Brandchefen är antingen Oberbrandexperte eller Branddirektor.
| Frivillig brandkår               | Anmärkning              |
| -------------------------------- | ----------------------- |
| Feuerwehrmann                    | brandman                |
| Gruppenkommandant-Stellvertreter | biträdande styrkeledare |
| Gruppenkommandant                | styrkeledare            |
| Zugskommandant-Stellvertreter    | biträdande insatsledare |
| Zugskommandant                   | insatsledare            |
| Kommandant-Stellvertreter        | biträdande brandchef    |
| Kommandant                       | brandchef               |

## Brandförsvaret i Trento
Det självstyrande landskapet Trento har ett eget brandförsvar. Landskapets brandförsvar är en arvtagare till den kommunala brandkåren i staden Trento, som bildades 1863. Kommunala brandkårer hade ansvaret för brandväsendet till 1935 då en länsbrandkår bildades. När det italienska brandväsendet förstatligades 1941 införlivades länsbrandkåren i det statliga brandförsvaret. I kraft av autonomlagstiftningen övertog regionen Trentino-Alto Adige 1954 ansvaret för brandväsendet och ett regionalt brandförsvar skapades. År 1978 delegerade regionen ansvaret för brandväsendet till de två självstyrande landskapenTrento respektive Sydtyrolen. Som ett resultat av denna delegation, skapade landskapet Trento 1983 ett eget brandförsvar. År 1990 inordnades brandförsvaret i en större myndighet för brandförsvar och befolkningsskydd.

## Brandförsvaret i Valle d’Aosta
Den delvis franskspråkiga autonoma regionen Valle d'Aosta har ett eget brandförsvarssystem baserat på regional lagstiftning. 

### Organisation
Den centrala ledningen av brandförsvaret i Valle d'Aosta utövas av Commandement régional des sapeurs-pompiers de la Vallée d’Aoste med tre avdelningar: inspektionsbyrå, personalbyrå och frivilligbyrå. Brandförsvaret är, sedan 2003 då yrkesbrandförsvaret blev ett regionalt ansvar, organiserat i Corps valdôtain des sapeurs-pompiers, bestående av både yrkespersonal och frivillig personal. Traditionellt spelar det frivilliga brandförsvaret en större roll i regionen än i Italien i allmänhet. Det finns 76 frivilliga brandkårer i 73 av regionens 74 kommuner. Den frivilliga personalen består av 1 600 personer i tre tjänstgöringsklasser: aspiranter, aktiva brandmän och hjälppersonal.
| Yrkesbrandkårens tjänstegrader | Frivilliga brandkårernas tjänstgöringsgrader | Anmärkningar |
| ------------------------------ | -------------------------------------------- | ------------ |
| -                              | Aspirant Sapeur-Pompier                      | -            |
| -                              | Auxiliaire Volontaire                        | -            |
| Sapeur-Pompier                 | Sapeur-Pompier Volontaire                    | -            |
| Chef d'Equipe                  | Chef d'Equipe Volontaire                     | styrkeledare |
| Chef de Section                | Chef Detachement                             | insatsledare |
| Technichien                    | Inspecteur de Zone                           | -            |
| Direction                      | Conseil de Direction                         | -            |
| Commandant                     | Vice-President Volontaires                   | -            |
| Directeur                      | President Volontaires                        | -            |